# Z8 GND 5296
z8_GND_5296, découverte en 2013, serait l'une des galaxies les plus éloignées de la nôtre et l'une des plus vieilles actuellement connues. En effet, elle se serait formée seulement 700 millions d'années après le Big Bang, soit il y a 13,1 milliards d'années. Cette valeur résulte de son décalage vers le rouge observé à une valeur de 7,51. En raison de l'expansion de l'Univers, la galaxie, située donc à une distance apparente de 13,1 milliards d'années-lumière, se trouverait en réalité actuellement à une distance comobile d'environ 30 milliards d'années-lumière de la Terre. Elle serait riche en métaux et générerait un nombre surprenant de nouvelles étoiles (taux de formation 100 fois plus élevé que celui de la Voie lactée).

## Découverte
Annoncée le 24 octobre 2013, elle a été découverte grâce à la spectroscopie par une équipe d'astronomes de l'université de Californie à Riverside, dirigée par Bahram Mobasher et Naveen Reddy en collaboration avec des astronomes de l'université du Texas à Austin, de l'université Texas A&M et du National Optical Astronomy Observatory en utilisant le télescope spatial Hubble. Son existence a été confirmée par l'observatoire W. M. Keck à Hawaï en utilisant l'instrument MOSFIRE.